# Francisco Linares Alcántara

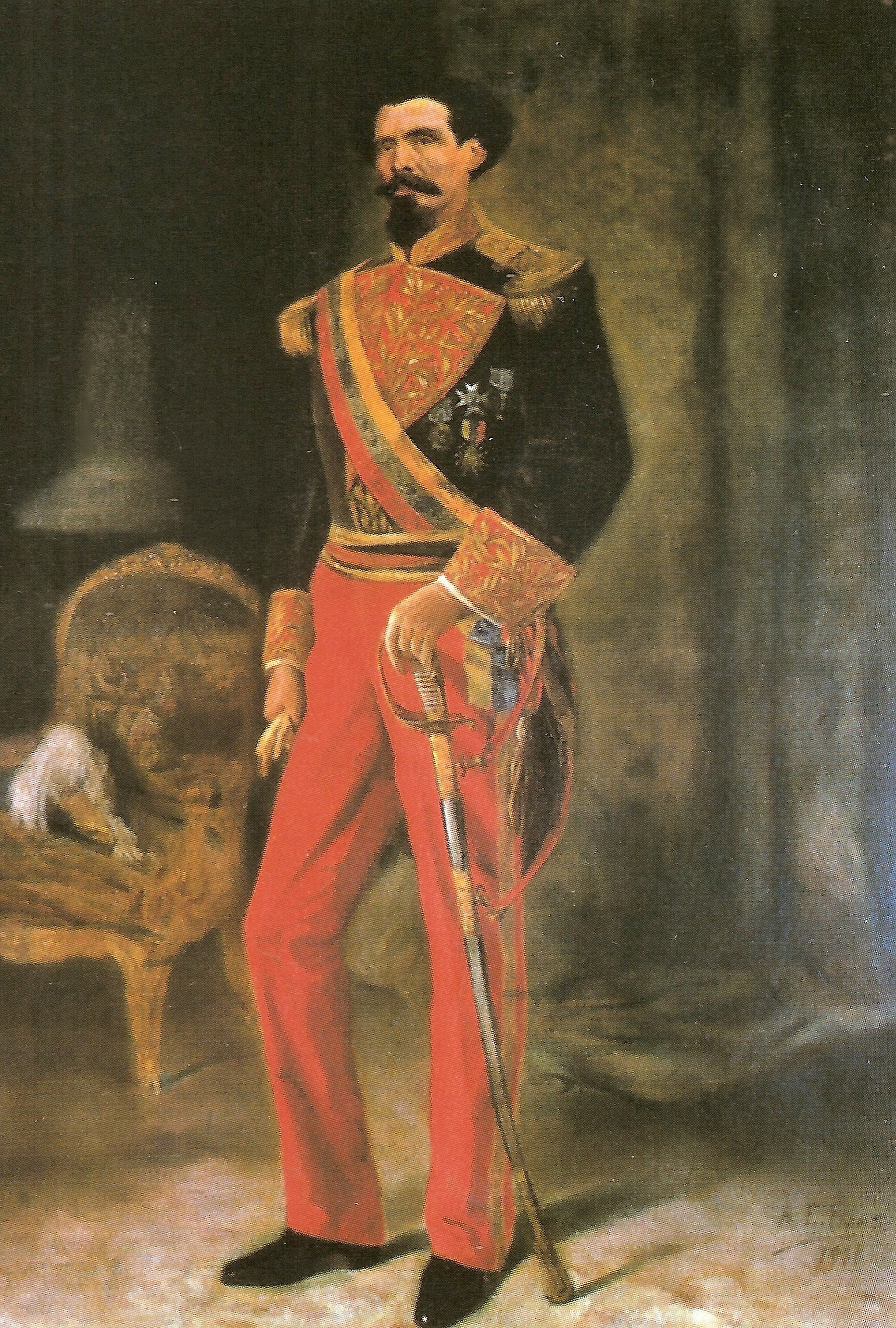
Francisco Linares Alcántara

Francisco de Paula Linares Alcántara (n. 13 aprilie 1825, Turmero, Venezuela – d. 30 noiembrie 1878, La Guaira, Venezuela) a fost militar și un om politic, președintele Venezuelei în perioada 27 februarie 1877-30 noiembrie 1878.